# Forever (dokumentarfilm)
|  | Denne artikel er oprettet af botten Steenthbot ud fra en ekstern database. Den kan derfor have sproglige fejl eller mangler. Denne skabelon kan fjernes efter kontrol af indholdet. |

 For alternative betydninger, se Forever. (Se også artikler, som begynder med Forever)
Forever er en dansk portrætfilm fra 2018 instrueret af Kasper Juhl.

## Medvirkende
- Mie Gren, Omega
- Rose Milling, Alpha